# اچ‌ام‌اس اسپلندید (پی۲۲۸)
اچ‌ام‌اس اسپلندید (پی۲۲۸) (به انگلیسی: HMS Splendid (P228)) یک زیردریایی بود که طول آن ۲۱۷ فوت (۶۶ متر) بود. این زیردریایی در سال ۱۹۴۲ ساخته شد.